# Tatochila inversa
Tatochila inversa is een vlindersoort uit de familie van de Pieridae (witjes), onderfamilie Pierinae.
Tatochila inversa werd in 1949 beschreven door Hayward.